# Elite One 1989
Nel 1989 il campionato era formato da sedici squadre e il Racing Bafoussam vinse il titolo.

## Classifica finale
| Pos. | Squadra            | G  | V  | N  | P  | GF | GS | Punti |
| ---- | ------------------ | -- | -- | -- | -- | -- | -- | ----- |
| 1    | Racing Bafoussam   | 30 | 18 | 9  | 3  | 43 | 13 | 63    |
| 2    | Tonnerre Yaoundé   | 30 | 18 | 8  | 4  | 35 | 14 | 62    |
| 3    | Prévoyance Yaoundé | 30 | 11 | 14 | 5  | 35 | 23 | 47    |
| 4    | Canon Yaoundé      | 30 | 12 | 9  | 9  | 34 | 27 | 45    |
| 5    | Unisport Bafang    | 30 | 11 | 10 | 9  | 32 | 25 | 43    |
| 6    | Diamant Yaoundé    | 30 | 10 | 12 | 8  | 33 | 27 | 42    |
| 7    | Panthère Bangangté | 30 | 12 | 6  | 12 | 25 | 30 | 42    |
| 8    | Union Douala       | 30 | 10 | 11 | 9  | 40 | 35 | 41    |
| 9    | Cammark Bamenda    | 30 | 12 | 4  | 14 | 29 | 31 | 40    |
| 10   | PWD Kumba          | 30 | 10 | 10 | 10 | 19 | 24 | 39    |
| 11   | Dynamo Douala      | 30 | 10 | 8  | 12 | 27 | 30 | 38    |
| 12   | Colombe Sangmélima | 30 | 9  | 11 | 10 | 22 | 27 | 38    |
| 13   | Caïman Douala      | 30 | 9  | 9  | 12 | 36 | 42 | 36    |
| 14   | Fédéral            | 30 | 7  | 12 | 11 | 26 | 32 | 33    |
| 15   | Aigle Royal Menoua | 30 | 3  | 13 | 14 | 20 | 34 | 22    |
| 16   | Entente Ngaoundere | 30 | 2  | 6  | 22 | 20 | 62 | 12    |